# Baptistère du Latran
Le baptistère du Latran est le baptistère dédié à Jean le Baptiste, qui a servi de modèle à tous les baptistères de la chrétienté du Haut Moyen Âge. De plan octogonal, surmonté d’un dôme, il dépendait de la cathédrale de Rome, la basilique Saint-Jean de Latran, à laquelle il a été relié par une construction tardive.

## Historique
Réalisé sous sa première forme à la demande de Constantin Ier dont la construction a vraisemblablement débuté, sous l'égide impériale, dès 314, sur la base d'un plan octogonal en brique, il est remanié par le pape Sixte III entre 432 et 440 qui y adjoint un narthex, un vestibule composé de deux absides et fait réaliser un baldaquin autour de la cuve baptismale.

## Description
Sa construction octogonale (en plan centré) autour du bassin octogonal a non seulement été imitée dans toute la chrétienté, mais de plus a fourni un sujet aux enluminures, la Fontaine de vie.
Autour des fonts baptismaux, un octogone est formé par huit colonnes de porphyre sommées de chapiteaux corinthiens et une entablure classique. La bataille du pont Milvius (312) est représentée sur le mur de droite. Sur le mur adjacent à gauche, une autre fresque représente Constantin défilant en exhibant la tête tranchée de Maxence sur un pieux. Un déambulatoire entoure le bassin.
Un petit porche à deux colonnes de porphyre et chapiteaux, entablement et bases richement ouvragés relie le baptistère à la basilique du Latran.
Les façades extérieures, de brique, ont été ornées en 1657 par une frise dessinée par Francesco Borromini, incorporant les armes du pape Alexandre VII.

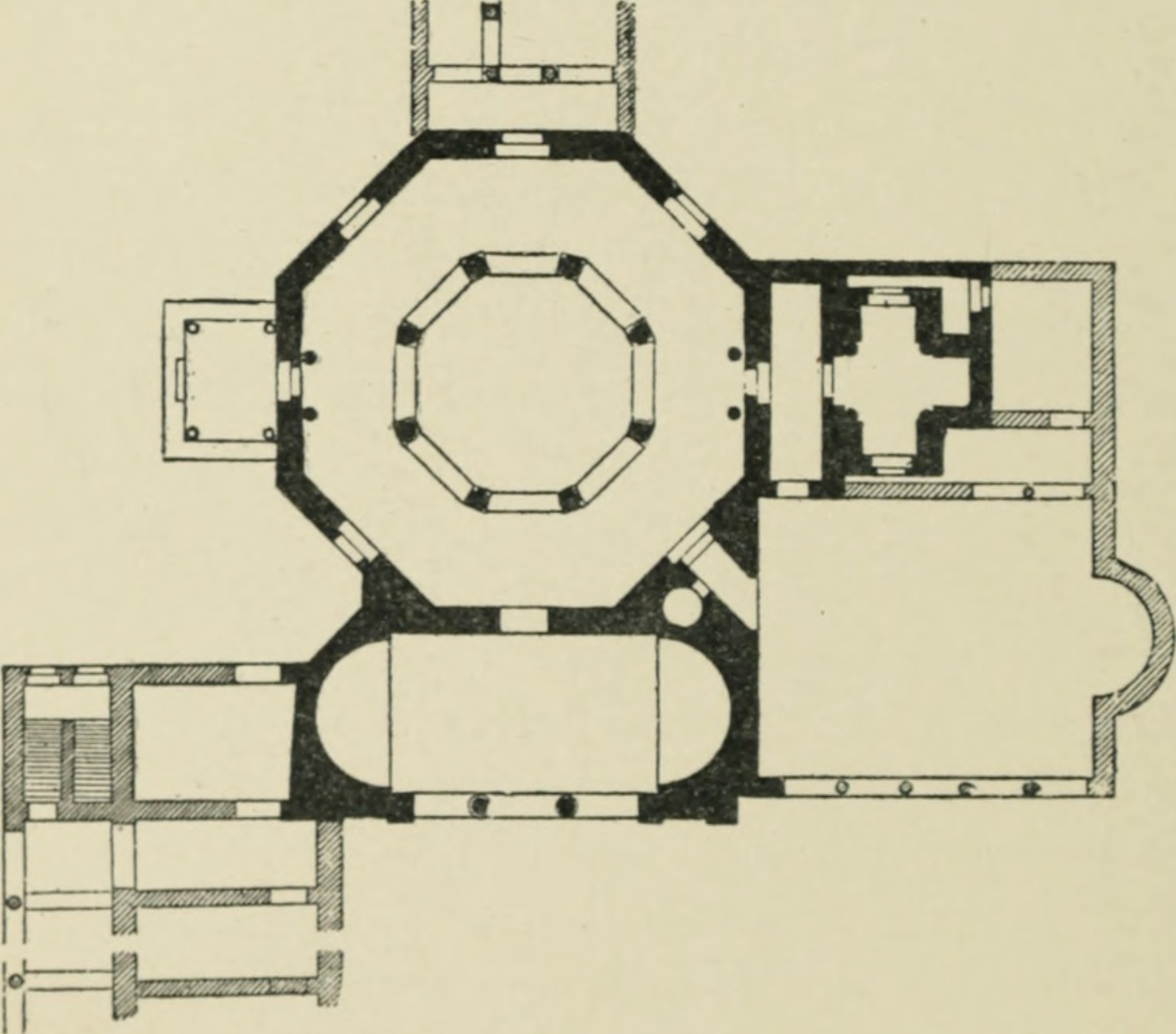
Plan du Baptistère, 1901.

- Sur l'architrave reliant les huit colonnes de porphyre qui délimitent la cuve baptismale, on peut lire une inscription en latin due au pape Léon le Grand ou à son prédécesseur Sixte III, au Ve siècle :

| Texte latin original | Traduction française | Traduction française | Traduction française |
| --- | --- | --- | --- |
| Gens sacranda polis hic semine nascitur almo, quam fecundatis spiritus edit aquis. Mergere, peccator sacro purgande fluento : quem veterem accipiet, proferet unda nouum. Nulla renascentum est distantia, quos facit unum unus fons, unus spiritus, una fides. Virgineo faetu genitrix ecclesia natos, quos spirante deo concipit, amne parit. Insons esse uolens isto mundare lauacro, seu patrio premeris crimine seu proprio. Fons hic est uitae, qui totum diluit orbem sumens de Christi uulnere principium. Celorum regnum sperate, hoc fonte renati ; non recipit felix uita semel genitos. Nec numerus quenquam scelerum nec forma suorum terreat : hoc natus flumine sanctus erit. | La nation qui doit être consacrée aux cieux naît ici d'une semence bienfaisante, elle que l'Esprit produit en fécondant les eaux. Sois immergé, pécheur qui dois être purifié par une onde sacrée : l'eau te recevra vieux et te rendra jeune. Il n'y a aucune différence entre ceux qui renaissent, eux qu'unifie une source unique, un esprit unique, une foi unique. En un enfantement virginal, la mère Église fait naître du cours d'eau les enfants qu'elle conçoit à l'inspiration de Dieu. Si tu désires être innocent, sois lavé par ce bain, soit que tu sois écrasé par la faute de tes pères, soit par la tienne propre. Voici la source de vie qui lave le monde entier et prend son origine de la blessure du Christ. Espérez le Royaume des cieux, vous qui êtes renés de cette source: une vie bienheureuse n'accepte pas ceux qui ne sont nés qu'une fois. Et que personne par le nombre et le type de ses crimes ne soit terrifié : une fois né de ce cours d'eau, il sera saint. | La nation qui doit être consacrée aux cieux naît ici d'une semence bienfaisante, elle que l'Esprit produit en fécondant les eaux. Sois immergé, pécheur qui dois être purifié par une onde sacrée : l'eau te recevra vieux et te rendra jeune. Il n'y a aucune différence entre ceux qui renaissent, eux qu'unifie une source unique, un esprit unique, une foi unique. En un enfantement virginal, la mère Église fait naître du cours d'eau les enfants qu'elle conçoit à l'inspiration de Dieu. Si tu désires être innocent, sois lavé par ce bain, soit que tu sois écrasé par la faute de tes pères, soit par la tienne propre. Voici la source de vie qui lave le monde entier et prend son origine de la blessure du Christ. Espérez le Royaume des cieux, vous qui êtes renés de cette source: une vie bienheureuse n'accepte pas ceux qui ne sont nés qu'une fois. Et que personne par le nombre et le type de ses crimes ne soit terrifié : une fois né de ce cours d'eau, il sera saint. | La nation qui doit être consacrée aux cieux naît ici d'une semence bienfaisante, elle que l'Esprit produit en fécondant les eaux. Sois immergé, pécheur qui dois être purifié par une onde sacrée : l'eau te recevra vieux et te rendra jeune. Il n'y a aucune différence entre ceux qui renaissent, eux qu'unifie une source unique, un esprit unique, une foi unique. En un enfantement virginal, la mère Église fait naître du cours d'eau les enfants qu'elle conçoit à l'inspiration de Dieu. Si tu désires être innocent, sois lavé par ce bain, soit que tu sois écrasé par la faute de tes pères, soit par la tienne propre. Voici la source de vie qui lave le monde entier et prend son origine de la blessure du Christ. Espérez le Royaume des cieux, vous qui êtes renés de cette source: une vie bienheureuse n'accepte pas ceux qui ne sont nés qu'une fois. Et que personne par le nombre et le type de ses crimes ne soit terrifié : une fois né de ce cours d'eau, il sera saint. |

## Galerie

Décors
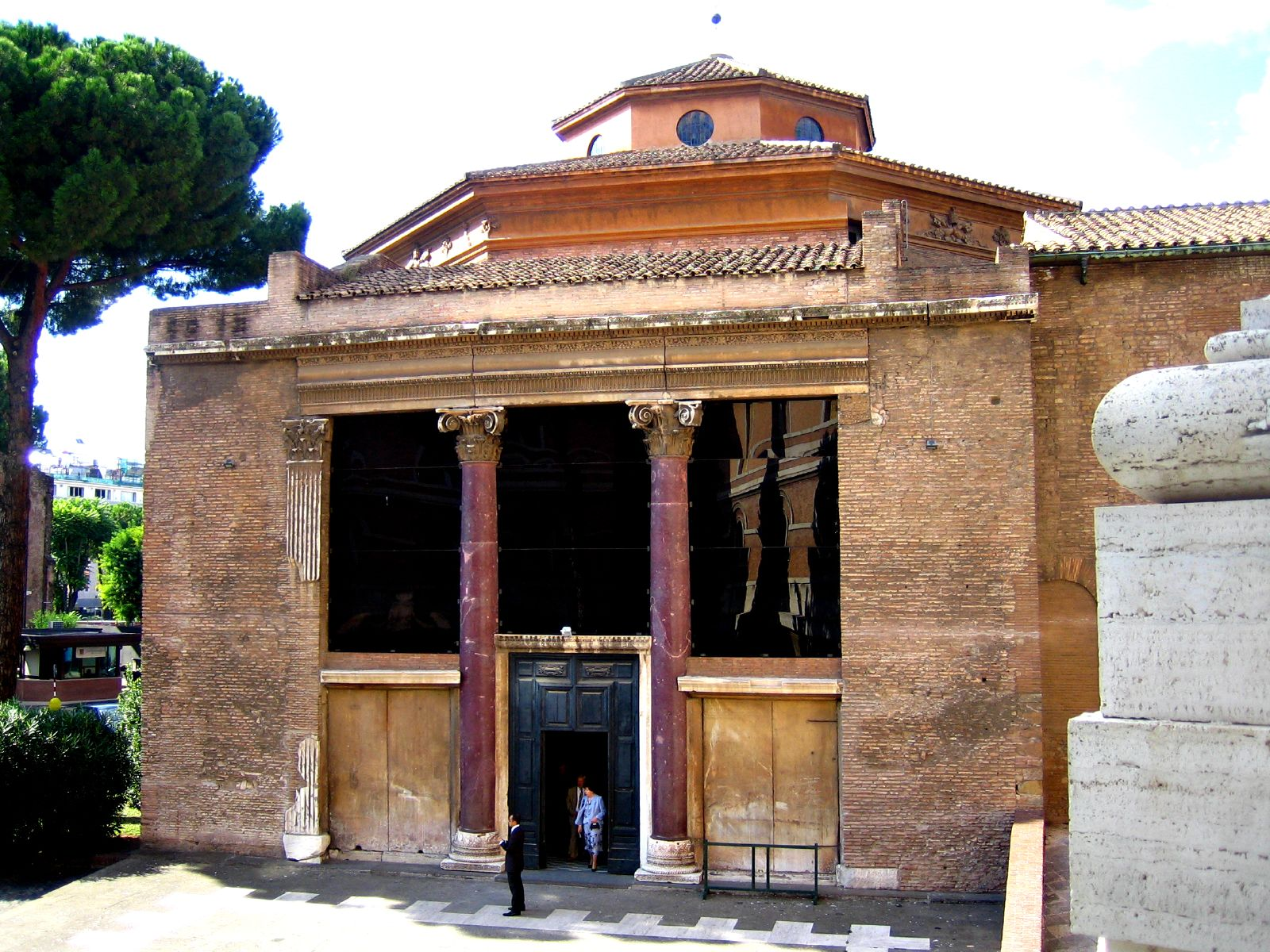
Le porche.
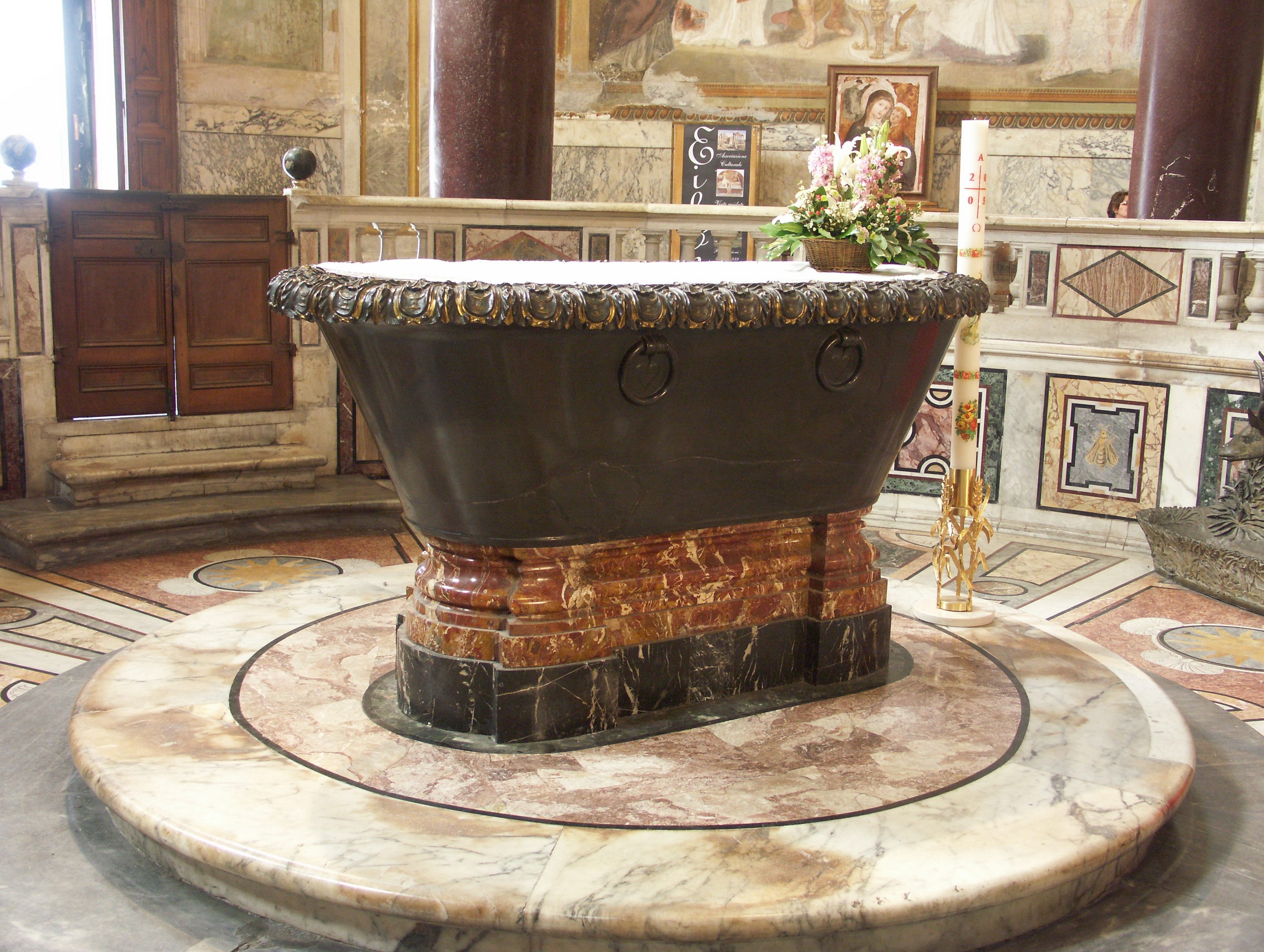
Intérieur, fond baptismal.
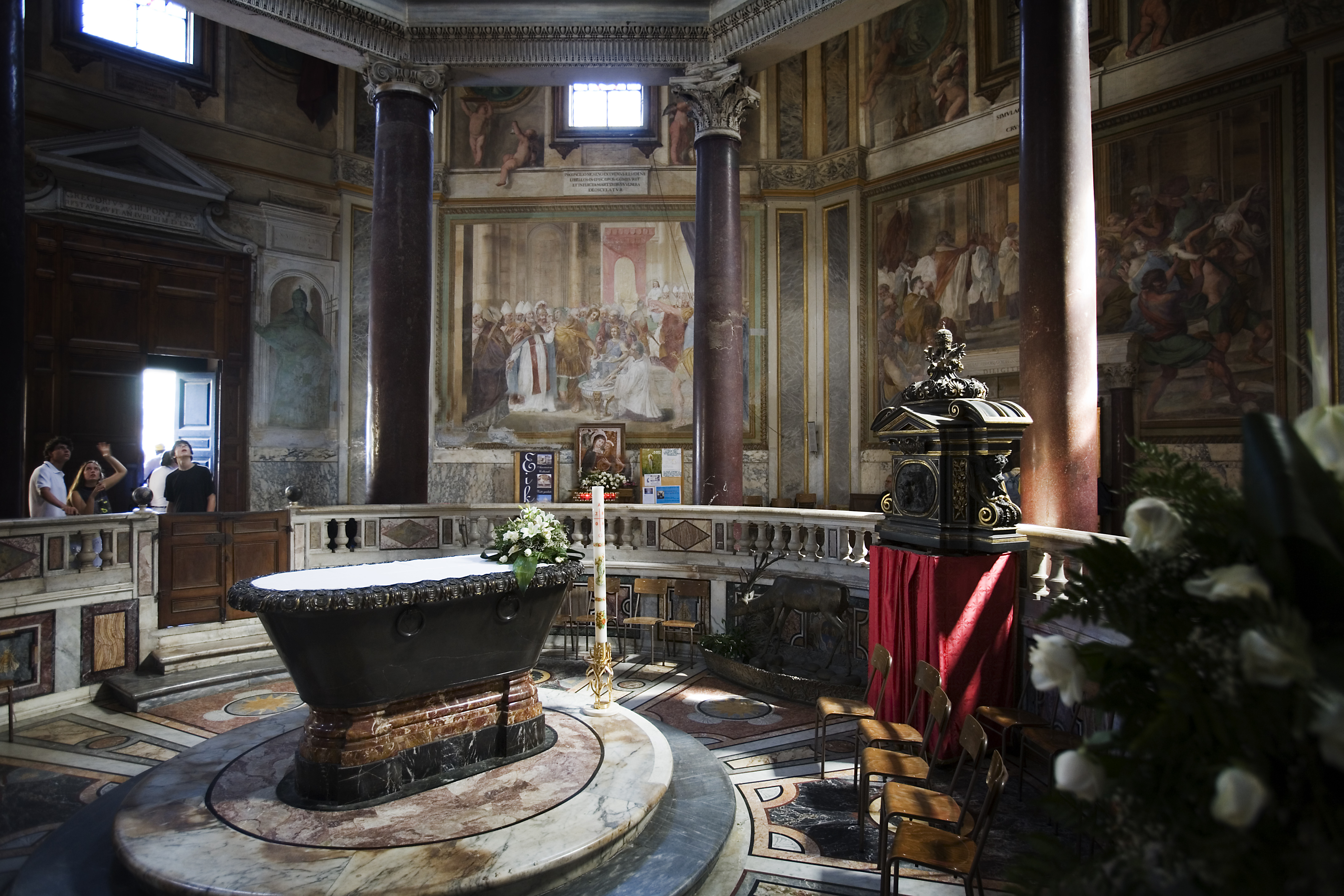
fond baptismal.
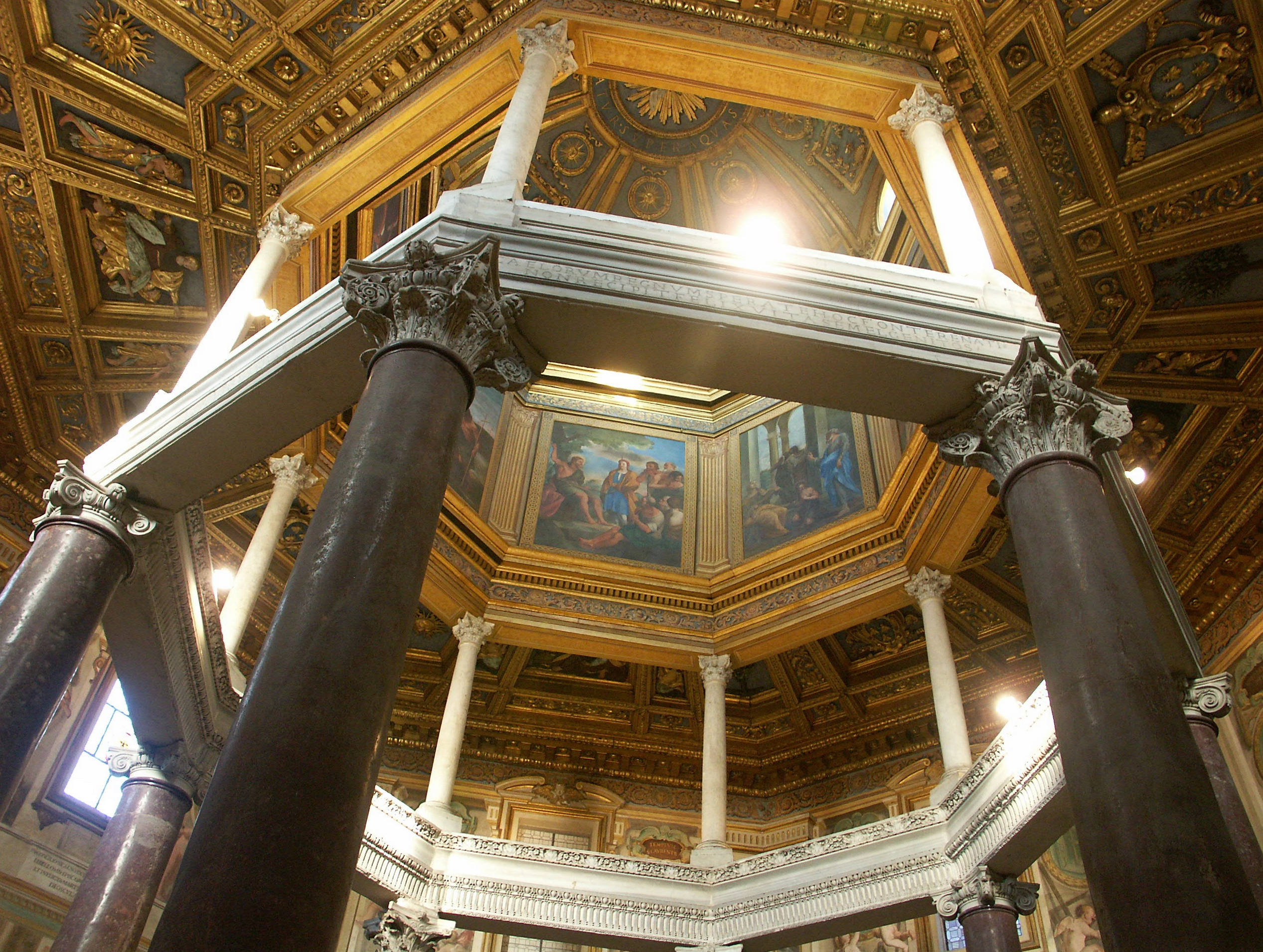
Intérieur, baldaquin autour de la cuve baptismale.
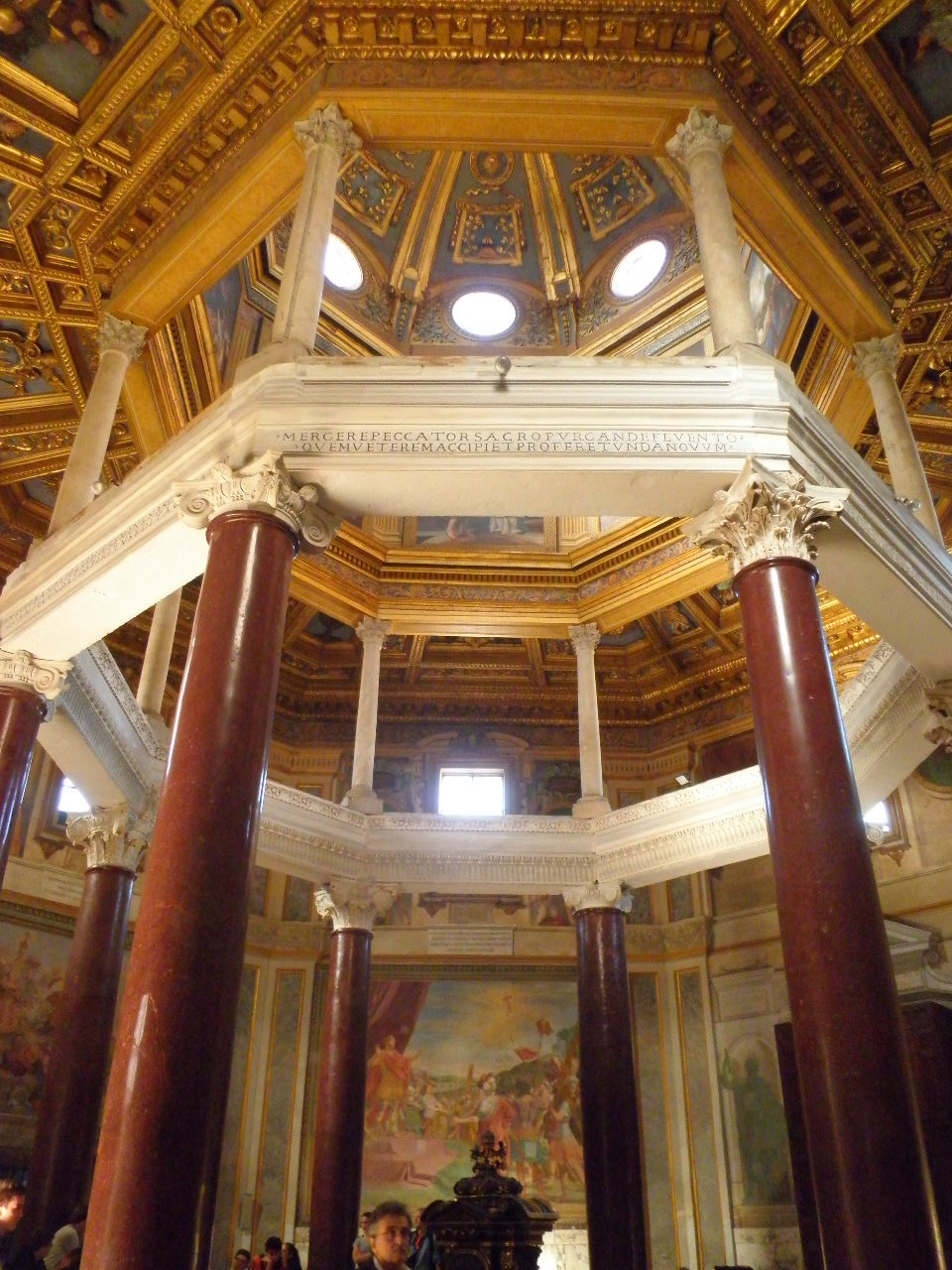
L'octogone et ses colonnes de porphyre rouge antique.
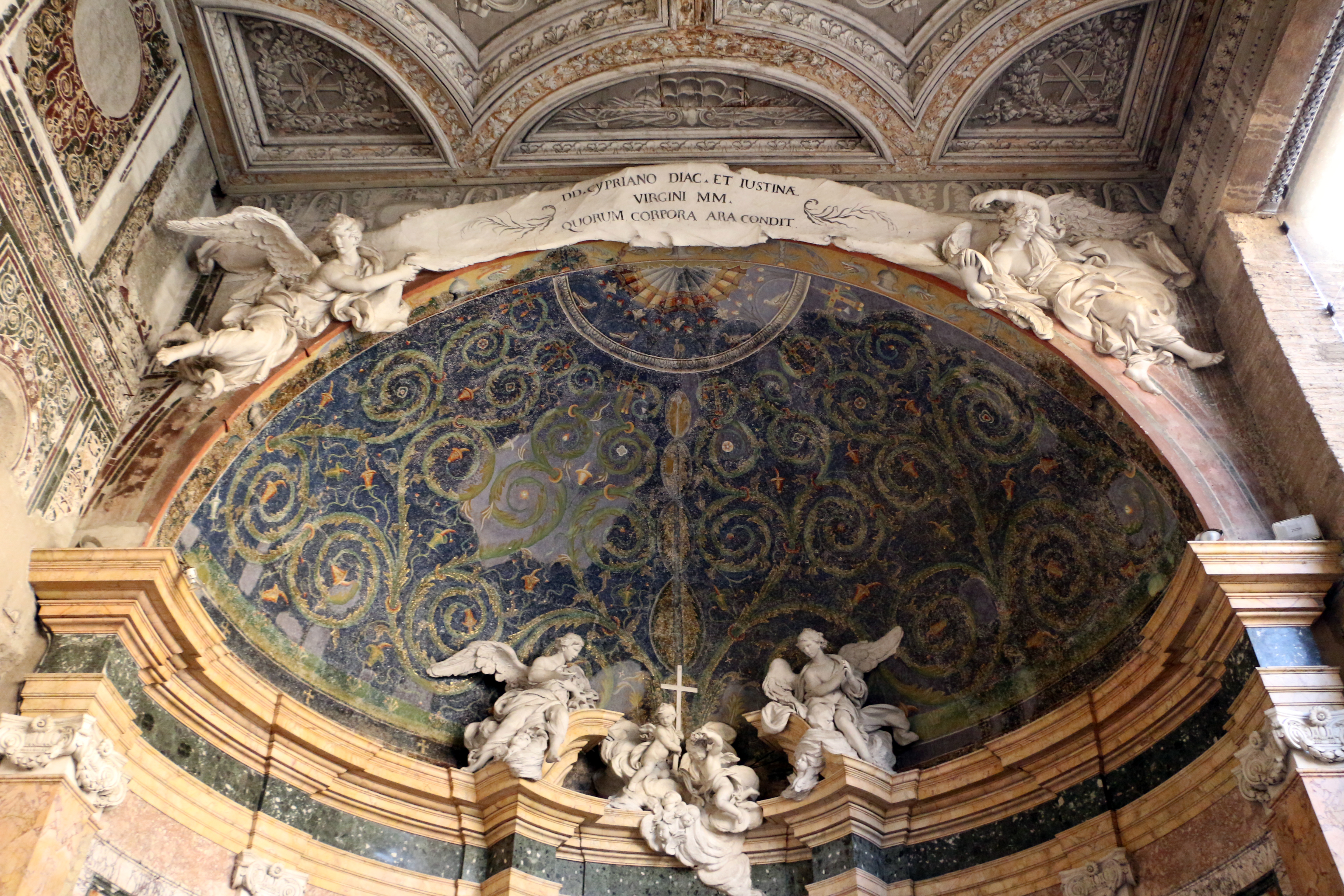
Mosaïque antique à rinceaux d'acanthes du Ve siècle subsistant dans une abside du narthex.
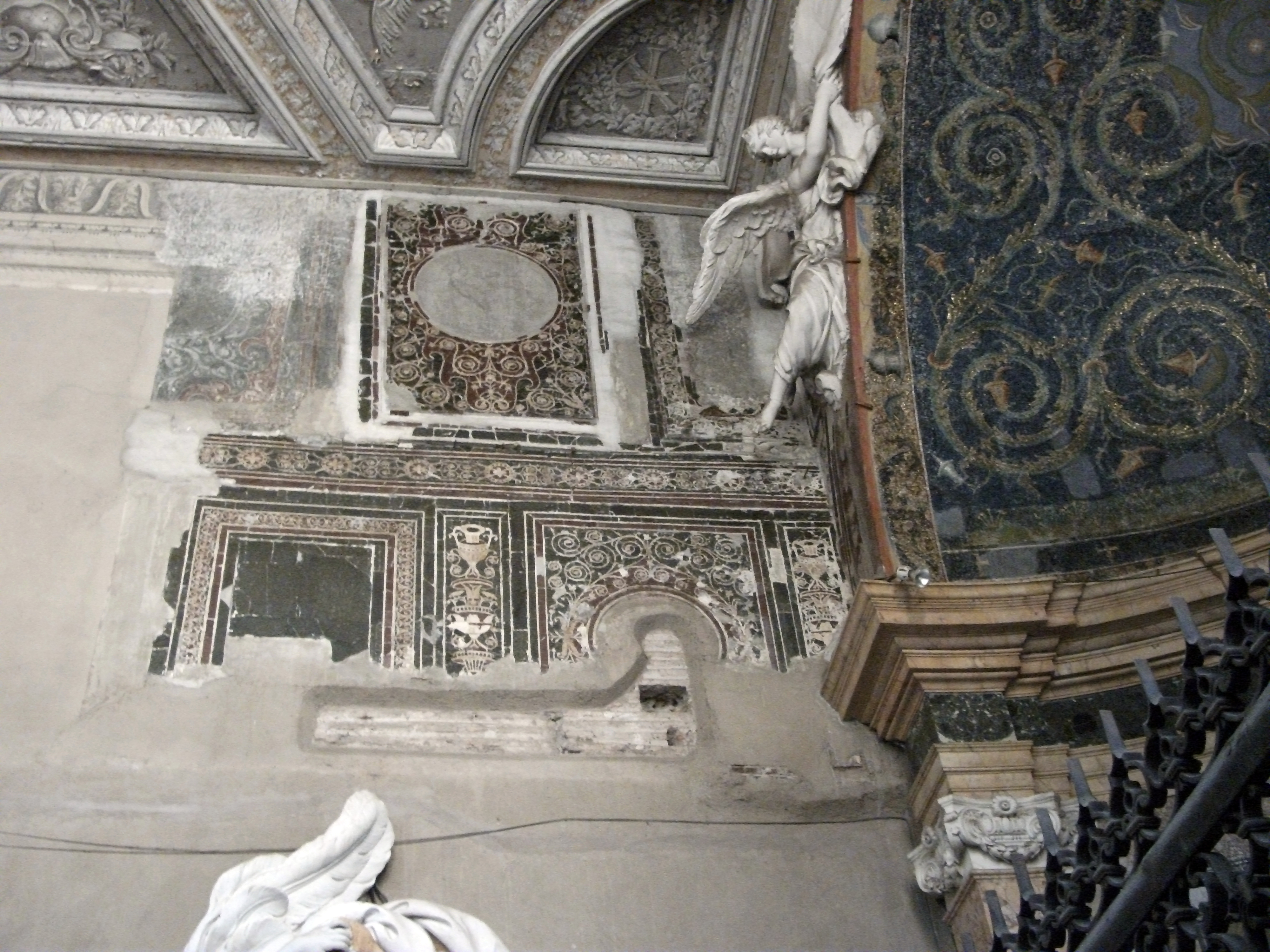
Vestiges de la riche décoration murale en marqueteries de marbre (opus sectile) du Ve siècle dans le narthex.